# Хімічне осадження з газової фази
Хімічне осадження з газової фази (рос. химическое осаждение из газовой фазы, англ. chemical precipitation from the gas phase; нім. chemisches Abscheiden n aus der Gasphase) — одержання твердих хімічних елементів або сполук у хімічних реакціях, у яких беруть участь газоподібні речовини. При цьому можуть протікати такі процеси: — термічний розпад, напр., ZrI4, SiH4, WCl6, Ni(CO)6, металоорганічних сполук; — піроліз СН4 та ін. вуглеводнів; — диспропорціонування газоподібних галогенідів — нижчих флуоридів Al, Si, Ti, Ta, Mo та ін.; — взаємодія речовин на тв. поверхні (відновлення летких галогенідів воднем, їх взаємодія з парами води тощо) та з тв. поверхнею. У природних умовах Х.о. з г.ф. має місце при утворенні деяких мінералів, у
промисловості використовується, зокрема, для створення об'ємних монокристалів та волокнистих монокристалів (т. зв. «вусів»).